# قوانين التشهير بالمنتجات الغذائية

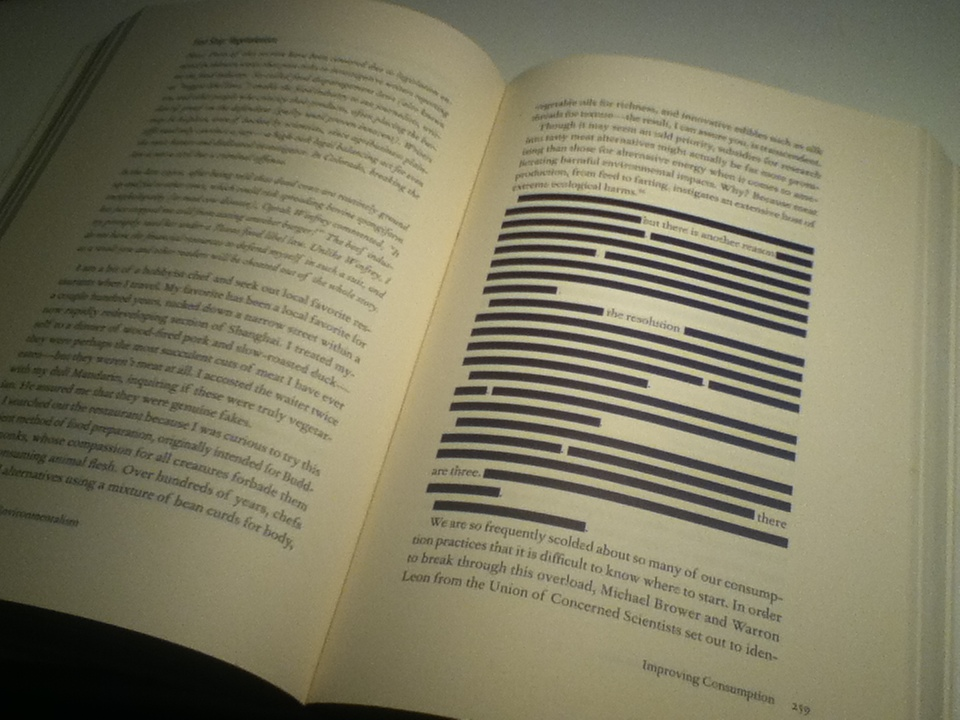
جميع نسخ الكتاب البيئي ، "الأوهام الخضراء"، التي تباع في الولايات المتحدة ، خضعت للرقابة الذاتية بسبب التشهير بالمنتجات الغذائية التي تمكن قطاع صناعة الأغذية أن تقاضي الصحفيين والمؤلفين الذين ينتقدون منتجاتهم.

قوانين التشهير الغذائي، المعروفة أيضًا باسم قوانين قذف المنتجات الغذائية والمعروفة بشكل غير رسمي بقوانين التشهير بالخضروات، وهي قوانين تم تمريرها في ثلاث عشرة ولاية أمريكية مما يجعل من السهل على منتجي المواد الغذائية مقاضاة منتقديها بتهمة التشهير. هذه الولايات الثلاث عشرة هي ألاباما وأريزونا وكولورادو وفلوريدا وجورجيا وايداهو ولويزيانا وميسيسيبي وداكوتا الشمالية وأوهايو وأوكلاهوما وداكوتا الجنوبية وتكساس، تضع العديد من قوانين التشهير بالمنتجات الغذائية معيارًا أدنى للمسؤولية المدنية وتسمح بتعويضات تأديبية وأتعاب محاماة للمدعين فقط، بغض النظر عن نتيجة القضية.
تختلف هذه القوانين بشكل كبير من ولاية إلى أخرى، لكن قوانين القذف بالمنتجات الغذائية عادة ما تسمح لمصنع أو معالج الأغذية بمقاضاة الشخص أو المجموعة الذين يوجهون تعليقات مهينة حول منتجاتهم الغذائية، وفي بعض الولايات  تضع هذه القوانين أيضًا معايير إثبات مختلفة عن تلك المستخدمة في دعاوى التشهير الأمريكية التقليدية، بما في ذلك وضع عبء الإثبات على الطرف الذي يقاضى.

## قضايا شهيرة
في عام 1998، شاركت أوبرا وينفري، وهي مقدمة البرامج الحوارية التلفزيونية وأحد ضيوفها، هوارد ليمان، في دعوى قضائية، يشار إليها عمومًا باسم محاكمة لحم أماريلو تكساس البقري، التي أحاطت نسخة تكساس من قانون التشهير بالمنتجات الغذائية المعروف بالاختزال الكاذب لـقانون المنتجات الغذائية القابلة للتلف في عام 1995، من أجل حلقة من برنامجها في عام 1996، أدلى فيها الطرفان بتعليقات مسيئة عن لحم البقر فيما يتعلق بمرض جنون البقر، على الرغم من أنهم لم يكونوا أول من رفع دعوى قضائية ضدهم باستخدام هذا النوع من الإجراءات القانونية، فقد أثارت هذه القضية إحساسًا بالإعلام.
في دعوى تشهير أمريكية عادية، يجب أن يثبت المدعي أن المدعى عليه ينشر عن عمد معلومات خاطئة وبموجب قانون التذمر الغذائي في تكساس الذي تم بموجبه رفع دعوى ضد وينفري وليمان، كان على المدعين - في هذه الحالة، بول إنغلر مسؤول تغذية الحيوانات وشركة مغذيات الصبار "Cactus Feeders"، إقناع هيئة المحلفين بأن تصريحات ليمان حول برنامج وينفري لم تكن مبنية على أساس معقول واستقصاء علمي موثوق به أو حقائق أو بيانات كقاعدة للأضرار المطروحة  في الدعوى القضائية، لاحظ المدعون أن العقود الآجلة للماشية انخفضت بنسبة 10٪ في اليوم التالي للحلقة، وانخفضت أسعار لحوم البقر من 62 سنتًا إلى 55 سنتًا لكل رطل. جادل محامو إنجلرا بأن المزارع خسر 6.7 مليون دولار، وسعى المدعون إلى تعويض الخسائر الإجمالية التي تجاوزت 12 مليون دولار.
ووجدت هيئة المحلفين في القضية أن أقوال وينفري وليمان لم تشكل تشهيرًا ضد مربي الماشية. ومع ذلك، فإن وينفري لم تعد تتحدث علانية عن هذه القضية، حيث وصلت إلى الحد الذي جعلها ترفض عمل أشرطة فيديو للمقابلة الأصلية المتاحة للصحفيين المستجوبين.

## قضية تشهير بماكدونالدز
قضية قانونية طويلة في بريطانيا مثال على تطبيق مبادئ التشهير الغذائي على القانون القائم. كان أطرافها مطاعم ماكدونالدز مقابل موريس آند ستيل (المعروفة أيضًا باسم «قضية ماكليبل»)، وهي دعوى قضائية إنجليزية رفعتها مؤسسة ماكدونالدز على كتيب منتقد للشركة ضد نشطاء البيئة هيلين ستيل وديفيد موريس (يشار إليها غالبًا بـ «قضية ماكدونلز الثانية»)، استمرت القضية الأصلية لمدة عشر سنوات، مما جعلها أطول دعوى قضائية في التاريخ الإنجليزي. تم إنتاج فيلم وثائقي طويل، ميكليبل، حول القضية من قبل المخرج فراني أرمسترونج.
وعلى الرغم من أن ماكدونالدز فاز بجلستين في القضية أمام المحكمة الإنجليزية، إلا أن الطبيعة الجزئية للنصر، وطبيعة قضية ديفيد مقابل جالوت، والتقاضي المستعجل أحرجت الشركة، حيث أعلنت ماكدونالدز أنها لم تكن تخطط لجمع مبلغ 40,000 جنيه إسترليني والذي منحته المحاكم. ومنذ ذلك الحين، حكمت المحكمة الأوروبية لحقوق الإنسان أن المحاكمة انتهكت المادة 6 (الحق في محاكمة عادلة) لأن المدعى عليهم رفضوا الحصول على مساعدة قانونية وكانوا ممثلين فقط من قبل محامين متطوعين، والمادة 10 (الحق في حرية التعبير) لاتفاقية حقوق الإنسان مرة أخرى، لأن المدعى عليهم رفضوا الحصول على مساعدة قانونية، ومنحوا حكمًا بقيمة 57,000جنيه إسترليني ضد حكومة المملكة المتحدة، (ماكدونالدز نفسها لم تكن مدعى عليه في هذا الاستئناف)، في 15 فبراير 2005 انتهت معركة 20 سنة مع ماكدونالدز مع هذا الحكم.

## روابط خارجية
- "Signal Interference Group Project: Talking About Food". August 2010.
- "Serving You Tonight Will Be Our Lawyer". New York Times. March 7, 2007
- "Farmers' Right to Sue Grows, Raising Debate on Food Safety". New York Times. June 1. 1999.
- "Apple growers bruised and bitter after alar scare". New York Times. July 9, 1991.
- Chilling effect of laws from the Center for Science in the Public Interest
- Existing laws by state Center for Science in the Public Interest.